# Ібрагім Абдель Хаміду Шарлі
Ібрагім Абдель Хаміду Шарлі (араб. شارلي حميدو) — єгипетський футболіст, що грав на позиції захисника за клуб «Аль-Олімпі», а також національну збірну Єгипту.

## Клубна кар'єра
У футболі відомий виступами у команді «Аль-Олімпі», кольори якої і захищав протягом усієї своєї кар'єри гравця. 

## Виступи за збірну
Був присутній в заявці збірної на чемпіонаті світу 1934 року в Італії, але на поле не виходив.